# Туроу, Лестер
Лестер Карл Туроу (англ. Lester Carl Thurow; 7 мая 1938, Ливингстон, Монтана — 25 марта 2016, Уэстпорт, Массачусетс) — американский экономист.
Бакалавр (1960) колледжа Уильямс (шт. Массачусетс); магистр (1962) Оксфордского университета; доктор философии (1964) Гарвардского университета. Преподавал в Гарварде (1966-1968) и Массачусетском технологическом институте (1968-1998). В 1987–1993 годах декан MIT Sloan школы менеджмента.
Вёл экономические колонки в ряде известных газет, в том числе «The Boston Globe» и «USA Today».

## Основные произведения
- Туроу Л. Общество с нулевой суммой экономических возможностей: распределение доходов и возможности экономических перемен = The Zero-Sum Society (1980) / Пер. с англ. — М.: Прогресс, 1981. — 230 с. Рассылается по спец. списку.
- Хайлбронер Р., Тароу Л. Экономика для всех = Economics Explained (1987) / Пер. с англ. С. Векслера и Р. Зерновой. — Лондон: Overseas Publications Interchange, 1991. — 336 с.
- Туроу Л. Будущее капитализма = The Future of Capitalism: How Today’s Economic Forces Shape Tomorrow’s World (1996) / Пер. с англ. и прим-я А. И. Федорова. — Новосибирск: Сибирский хронограф, 1999. — 430 с. — ISBN 5-87550-085-9
  - Будущее капитализма / Нючёпинг (Швеция): Philosophical arkiv, 2016. — 393 с. — ISBN 978-91-983073-9-9